# Vương Anh Tú
Vương Anh Tú (sinh ngày 16 tháng 9 năm 1989) là một nam ca sĩ, nhạc sĩ kiêm nhà sản xuất thu âm người Việt Nam. Anh hoạt động chủ yếu với tư cách là nhạc sĩ và đã có nhiều sáng tác trở thành thương hiệu của các ca sĩ trẻ trong nước.
Sau bản hit Giúp anh trả lời những câu hỏi và Anh cứ đi đi (viết cho Hari Won), Vương Anh Tú đã được khán giả trong và ngoài nước để mắt đến.

## Sự nghiệp
Là nhạc sĩ, nhà sản xuất trẻ và là người đứng sau một số hit của các ca sĩ như: Hồ Ngọc Hà, Đông Nhi, Thanh Hà, Ngô Kiến Huy, Hiền Hồ, Đức Phúc, Ông Cao Thắng, Erik, Dương Triệu Vũ, Hari Won, Minh Tuyết, Bùi Anh Tuấn, Noo Phước Thịnh, Miu Lê, Khổng Tú Quỳnh,… ca khúc đầu tiên Vương Anh Tú viết là vào năm lớp 5. Theo chia sẻ, “lúc nhỏ dù rất ngô nghê nhưng anh lại tập tành viết về tình yêu, bài hát ấy được ba mẹ lẫn anh trai góp ý”.
Năm 2013, ngay sau khi trình làng ca khúc "Giúp anh trả lời những câu hỏi", Vương Anh Tú trở thành hiện tượng mạng trong thời điểm đó với hơn 10 triệu lượt nghe trên các nền tảng nhạc số và ngay lập tức có hit riêng cho mình. Năm 2015, Vương Anh Tú tiếp tục thành công với "Vợ tuyệt vời nhất", sáng tác cho Vũ Duy Khánh. Album "Vợ tuyệt vời nhất" của Vũ Duy Khánh đã thành công đánh bật hiện tượng Vợ người ta của Phan Mạnh Quỳnh khỏi vị trí quán quân bảng xếp hạng âm nhạc. MV của bài hát đạt hơn 97 triệu lượt nghe sau 12 tháng phát hành.
Các năm sau đó, Vương Anh Tú cũng gặt hái được nhiều thành công trong vai trò nhạc sĩ với lần lượt các bản phối của "Anh cứ đi đi" (Hari Won) và "Cuộc sống em có ổn không" (Anh Tú). Là tác giả của hàng loạt hit cho nhiều ca sĩ, anh thường được báo chí Việt Nam gọi với biệt danh "hit maker" (người tạo hit).
Năm 2022, Vương Anh Tú xuất hiện với vai trò ca sĩ mặt nạ trong chương trình Ca sĩ mặt nạ với các ca khúc do Tiên Cookie sáng tác là Phía sau một cô gái (tập 2) và ba ca khúc tự sáng tác Bài ngửa (tập 5), Cứu vãn kịp không & Giúp anh trả lời những câu hỏi (tập 8). Sau chương trình, anh có ra MV Cứu vãn kịp không (ca khúc khiến anh bị loại khỏi chương trình) vào tháng 9. Tháng 10, anh cũng ra MV Bài ngửa (ca khúc thi trong vòng loại đàu tiên).

## Đời tư
Vương Anh Tú là em trai của nhạc sĩ, ca sĩ, nhà sản xuất âm nhạc Vương Quốc Tuân (thường được biết đến với nghệ danh Mr. Siro). Từ nhỏ, hai anh em đã được cha mẹ cho đi học nhạc. Đây là tiền đề cho những sáng tác sau này của cả hai. Song song với việc hoạt động nghệ thuật, Vương Anh Tú cũng đã có thời gian dài tập trung kinh doanh. Nhưng sau đó, vì đam mê, anh đã quay trở lại và theo đuổi con đường sáng tác nhạc của mình.

## Tác phẩm
Danh sách này không đầy đủ, bạn cũng có thể giúp mở rộng danh sách.

### Biểu diễn
| Năm  | Album/EP                        | Tự sáng tác | MV | Ngày phát hành    | Nguồn       |
| ---- | ------------------------------- | ----------- | -- | ----------------- | ----------- |
| 2013 | Giúp anh trả lời những câu hỏi  | Có          | Có | 3 tháng 8, 2017   |             |
| 2014 | Một lần bất tín vạn lần bất tin | Có          |    |                   |             |
| 2014 | Yêu sau lưng                    |             |    |                   |             |
| 2014 | Điều ước valentine              | Có          |    |                   |             |
| 2015 | Mò kim đáy bể                   | Có          |    |                   |             |
| 2015 | Đừng để anh thấy ánh mắt em     | Có          |    |                   |             |
| 2015 | Sinh ra là để yêu em            | Có          |    |                   |             |
| 2015 | Ký ức đượm buồn                 | Có          |    | 20 tháng 10, 2015 |             |
| 2016 | Anh đợi em nha                  | Có          |    | 29 tháng 2, 2016  |             |
| 2016 | Anh sẽ ổn thôi                  |             |    |                   |             |
| 2017 | Anh biết anh sai rồi            |             |    |                   |             |
| 2018 | Trước khi quá muộn              | Có          | Có |                   |             |
| 2019 | Phía sau luôn là anh            | Có          | Có | 2 tháng 12, 2019  | [ 7 ]       |
| 2020 | Cuộc gọi nhỡ                    | Có          | Có | 11 tháng 11, 2020 | [ 8 ] [ 9 ] |
| 2021 | Anh đâu phải anh ấy             | Có          | Có | 26 tháng 2, 2021  |             |
| 2021 | Cố gắng vô hình                 | Có          | Có | 29 tháng 10, 2021 |             |
| 2021 | Phản bội chính mình             | Có          | Có | 10 tháng 11, 2021 |             |
| 2022 | Hai đường thẳng song song       | Có          | Có | 18 tháng 3, 2022  |             |
| 2022 | Cứu vãn kịp không               | Có          | Có | 5 tháng 9, 2022   | [ 10 ]      |
| 2022 | Bài ngửa                        | Có          | Có | 25 tháng 10, 2022 | [ 11 ]      |
| 2023 | Anh ấy là gì của em             | Có          | Có | 23 tháng 6, 2023  |             |

### Sáng tác
- Anh cứ đi đi (Hari Won)
- Anh là tâm sự của em[12]
- Ấp úng
- Bài ngửa
- Cảm xúc khác (Noo Phước Thịnh)[13]
- Chạy theo lý trí (Hồ Ngọc Hà)[14]
- Chẳng ai hiểu về tình yêu
- Chẳng gì đẹp đẽ trên đời mãi
- Chỉ muốn quên anh (Mai Diệu Ly)[15]
- Chúc vợ ngủ ngon
- Chưa đủ để giữ em (Trấn Thành)[16]
- Có tất cả nhưng thiếu anh (Erik)[17]
- Còn lại gì sau kết thúc[18]
- Cố gắng vô hình
- Cố giữ lý trí (Ông Cao Thắng)
- Cuộc sống em ổn không[19]
- Cự tuyệt (Hồ Ngọc Hà)[20]
- Cứu vãn kịp không[5]
- Day dứt rời xa
- Dừng lại vẫn kịp lúc[21]
- Đừng hỏi về anh (Mai Tiến Dũng)[22]
- Em cần thời gian (Trịnh Thăng Bình)[23]
- Em cứ đi đi
- Em đã thương người ta hơn anh (Noo Phước Thịnh)[24]
- Em lỡ thôi à (Dương Triệu Vũ)[25][26]
- Em ngày xưa khác rồi (Hiền Hồ)[27]
- Gặp nhưng không ở lại[28]
- Ghen với quá khứ
- Giá như cô ấy chưa xuất hiện (Miu Lê)[29]
- Giúp em trả lời những câu hỏi (Bích Phương)
- Hai đường thẳng song song
- Hết thương cạn nhớ (Đức Phúc)[30]
- Hoang phí xuân thì (Hari Won)[31]
- Hữu duyên bạc phận
- Khóc giữa trời mưa
- Kỳ tích yêu thương
- Linh cảm tim em
- Lu mờ tâm trí
- Lựa chọn thích hợp
- May mà không may (Hoàng Đức Thịnh)[32]
- Mặt trái của hạnh phúc[33][34]
- Mình làm người yêu nhé em[35]
- Một là anh, hai là ai (Minh Châu)[36]
- Nắm tay anh nhé (Ông Cao Thắng, Đông Nhi)[37]
- Nếu chẳng là của nhau (Chu Bin)
- Người cũ sao quên
- Người mình yêu chưa chắc đã yêu mình (Gil Lê)[38]
- Người yêu cô ấy (Châu Khải Phong)
- Nhắn gửi thanh xuân (Hương Tràm)[39]
- Như người xa lạ (Ông Cao Thắng)[40]
- Nói hết lòng mình (Liz Kim Cương)[41]
- Nói trước bước không qua
- Nỗi buồn đáy tim
- Nỗi đau từ người em tin nhất (Quế Vân)[42]
- Nơi ấy ngọn đồi tình yêu (Ông Cao Thắng)
- Nước cờ em chọn
- Nước mắt lưng tròng
- Phải thật hạnh phúc
- Phản bội chính mình (Quân A.P)[43]
- Quay lại lại yêu (Ngô Kiến Huy)[44]
- Sao tiếc người không tốt (Hoài Lâm)[45]
- Soft love
- Sợ rằng em biết anh còn yêu em (Juun D)[46]
- Suốt đời không xứng (Khải Đăng)[47]
- Tại sao luôn là em
- Thay tâm đổi lòng (Tăng Phúc)[48]
- Thật lòng mình nhất
- Thiệt thòi yêu anh
- Thoát vai người yêu
- Thuận theo ý trời (Bùi Anh Tuấn)[49][50]
- Tình nào không như tình đầu (Trung Quân)[51]
- Tìm được một nửa hóa ra lại chưa
- Từ ngày chia tay
- Ước ao một mình tôi (Ông Cao Thắng)
- Vì hạnh phúc của em (Khắc Việt, Vũ Duy Khánh)[52]
- Vợ tuyệt vời nhất[53]
- Xin lỗi vợ yêu
- Xin người nhớ tên
- Yêu không cần hứa
- Yêu sau lưng em

## Giải thưởng
| Năm  | Giải thưởng                        | Hạng mục                              | Tác phẩm     | Kết quả   | Nguồn  |
| ---- | ---------------------------------- | ------------------------------------- | ------------ | --------- | ------ |
| 2016 | Zing Music Awards 2016             | Ca khúc của năm                       | Anh cứ đi đi | Đề cử     | [ 54 ] |
| 2016 | Giải thưởng Làn Sóng Xanh 2016     | Single của năm                        | Anh cứ đi đi | Đề cử     |        |
| 2016 | Giải thưởng Làn Sóng Xanh 2016     | Bài hát hiện tượng                    | Anh cứ đi đi | Đề cử     | [ 55 ] |
| 2016 | Giải thưởng Làn Sóng Xanh 2016     | Top 10 nhạc sĩ được yêu thích         | Anh cứ đi đi | Đoạt giải | [ 56 ] |
| 2017 | Liên hoan phim Việt Nam lần thứ 20 | Âm nhạc xuất sắc nhất - Phim điện ảnh |              | Đề cử     |        |
| 2017 | Liên hoan phim Việt Nam lần thứ 20 | Thiết kế âm thanh xuất sắc nhất       |              | Đề cử     |        |